# Patrick Stenman
John Patrick Stenman, född 24 oktober 1969, är en svensk skådespelare. Han spelade "Matte" i Thomas Samuelssons ungdomsfilm P.S. Sista sommaren 1988, men försvann kort därefter från rampljuset.